# ACG

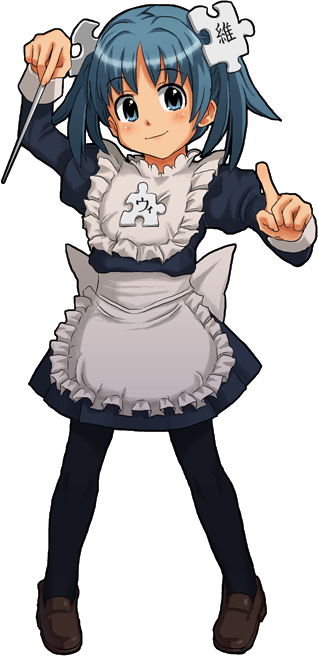
ACG画风的维基娘

ACG即日本动画（Anime）、日本漫画（Comics）與电子游戏（Games）的英文首字母縮略字。该词汇一般不翻译为中文，需要时可能会被译为「動漫遊戲」、「二次元」或「動漫遊」等。
该词汇来自于華人地區的次文化，多指來自日本的動畫、漫畫及電子游戏作品。并随着「二次元」这一词汇的延伸性，ACG这些词所容纳的东西正渐渐成为不再是单纯指代日本产品的词汇。

## 源流與發展
台灣的動漫愛好者在國立中山大學山抹微雲BBS站開設新版面时，使用了「ACG_Review板」作為版面名稱，以代指動畫、漫畫、遊戲，这是「ACG」一詞首次出现。後来在傻呼嚕同盟推廣之下，三個字母的順序漸漸固定下來，並逐渐流傳至中國大陸、香港等華人社會。
在輕小說改編的動畫、漫畫、遊戲越來越多的2000年前後，又衍生出「ACGN」這一個新詞彙，其中的字母N代表小說（Novels）。

## 使用區域
日本不使用源自英文ACG這個詞，較常使用的類似概念为MAG（日語：マグ）一词，即日本漫畫（Manga）、日本動畫（Anime）和游戏（Games）的縮寫。日本的爱好者间常用二次元来代指一系列的动漫文化，包括轻小说、手办等，而御宅文化（オタク文化）一詞則泛指相關領域次文化，在英語社會裡一般還會使用動畫和漫畫（Anime and Manga）一詞，但其中沒有包括遊戲（Game）。
在印度，则使用AVGC，意为 "动画、视觉 （Animation）、效果（Visual Effects）、游戏（Gaming）和 漫画（Comics）"。